# Calle Facius
Calle Facius (født 1. januar 1971) er en tidligere dansk professionel fodboldspiller, som har spillet for AaB i perioden 1990-1997. Gennem karrieren blev det til 277 kampe og 9 mål for AaB. Calle Facius har vundet det danske mesterskab med AaB i sæsonen 1994/95. Efter AaB fortsatte han karrieren i først Ikast FS og siden Vejle Boldklub.
Calle Facius har desuden været træner for Støvring IF U/19 fra 2011 til 2012. 